# Chushka
Chushka (del ruso: Чушка́) es un posiólok del raión de Temriuk del krai de Krasnodar del sur de Rusia. Está situado en la punta Chushka de la península de Tamán, en el estrecho de Kerch junto a Port Kavkaz, 60 km al oeste de Temriuk y 184 km al oeste de Krasnodar, la capital del krai. Pertenece al municipio de Zaporózhskoye. Cuenta con una población de 109 habitantes en 2010.

## Transporte
En la localidad se halla Port Kavkaz, terminal portuaria, ferroviaria y tráfico rodado (autopista federal M25 desde Novorosíisk), situada frente a Port Krim, del otro lado del estrecho de Kerch.